# UX Tauri

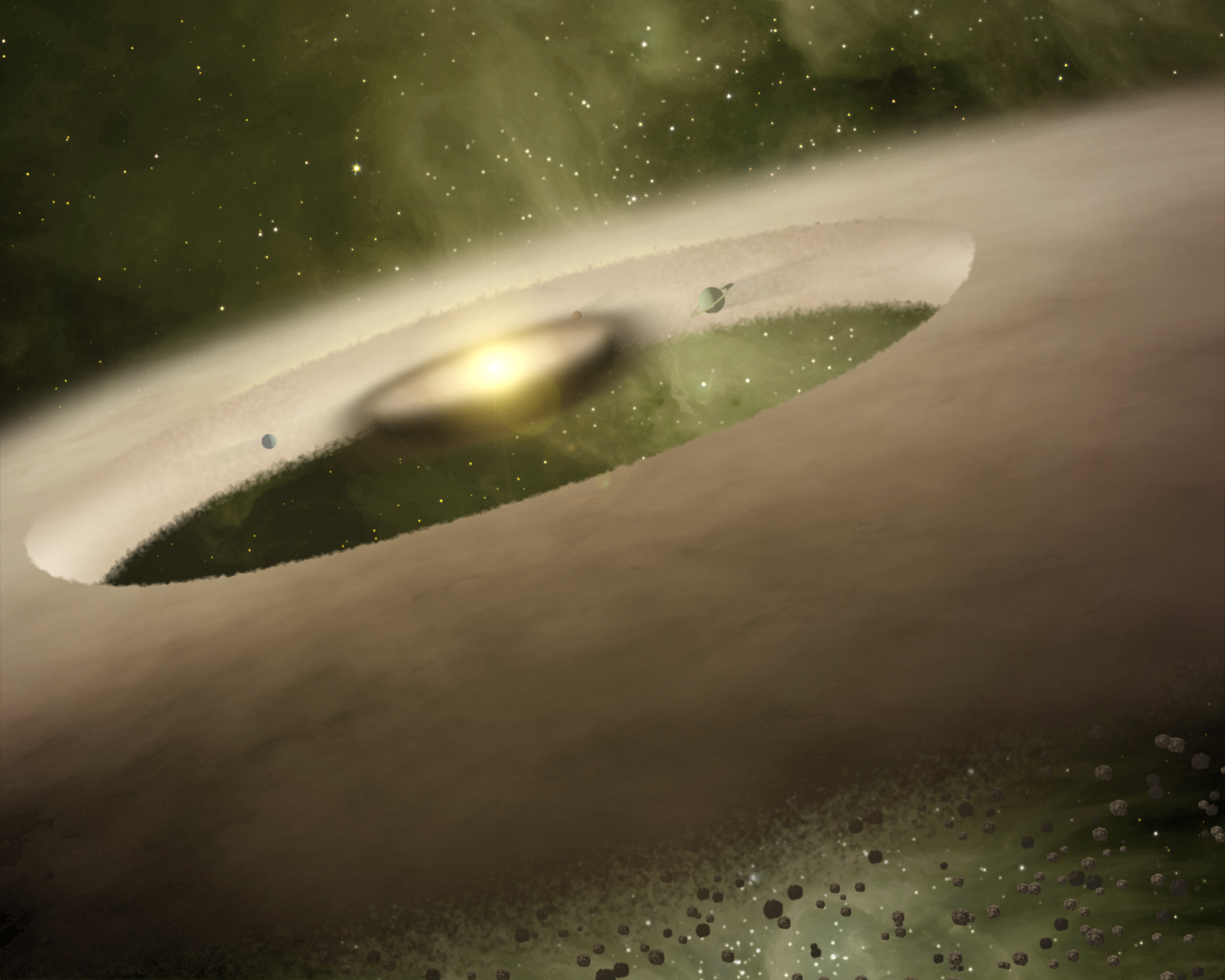
Representação artística do disco protoplanetário envolvendo a UX Tauri A

UX Tauri (UX Tau / HD 285 846 / HIP 20 990)} é um sistema de estrelas localizado na constelação de Taurus cerca de 450 anos-luz de distância do Sistema Solar . É composto por três jovens estrelas T Tauri , cuja idade é estimada em apenas um milhão de anos. O principal componente do sistema, o UX Tau A, tem tipo espectral G5V: e, UX Tauri B é do tipo M2e, e mais fraco dos System, Tau C, tipo M5 UX. O segundo é um objeto de massa baixa perto do limite de ignição de hidrogênio . Apontada como estrela variável , seu brilho varia de magnitude aparente de 10,6 no 13,7 máximos e mínimos.
A UX Tauri é uma estrela semelhante ao sol , embora muito jovem, é cercada por um disco protoplanetário. Neste disco foi detectada uma lacuna que se estende 0,2-56 UA da estrela, o que equivale, em nosso Sistema Solar, sobre o espaço entre Mercúrio e Plutão . Acredita-se que a formação de um ou mais planetas pode ser responsável pela existência desta lacuna. O espaço é cercado em ambas as extremidades, por dois discos de poeira espessa, o que torna ele diferente de outros discos circumstellar , onde a estrela central tem, ou não, pouca poeira em torno dela. O disco externo, localizado além de 56 UA, contém silicato de cristais.